# 김동기 (1971년)
김동기(한국 한자: 金東基, 1971년 5월 22일 ~ )는 대한민국의 축구 선수이다. 현역 시절 포지션은 수비수였다. 현재 울산 HD FC 수석코치으로 재직중이다

## 선수 경력
대신고 출신
1994년 대우 로얄즈에서 프로생활을 시작했다. 데뷔 시즌 대우에서 22경기에 출전했다.
1994시즌 종료 후 대우의 취약 포지션인 미드필드 보강에 따라 안성일과의 1-1 트레이드 형식으로 포항 유니폼을 입었다.
1998 시즌중 호주 프로리그로 이적했고 Adelaide City, Easter Pride, Banks Town 팀을 거치며 6년간 선수 생활을 이어갔다.

## 은퇴 후
2007년 FIFA U17 World Cup 조직위원회 경기운영팀장으로 재직했으며
2008년 대한축구협회 입사하여 기술연구팀 팀장 역할을 수행했다.
2018년 12월, 대한축구협회 전력강화실장으로 부임했다.
2025년 대한축구협회 심판운영팀 팀장으로 보직을 변경했다<ref>
2025년 19년간 근무했던 축구협회를 그만두고 울산HD FC에서 수석코치 역할로 현장에 복귀했다.<ref>https://www.yna.co.kr/view/AKR20250808117900007?input=1195m